# Freienbessingen
Freienbessingen est une commune allemande de l'arrondissement de Kyffhäuser, Land de Thuringe.

## Géographie
Freienbessingen se situe au nord-est des Heilinger Höhen.
|             | Abtsbessingen   |                |
| Ebeleben    | Freienbessingen | Wolferschwenda |
| Blankenburg | Mittelsömmern   |                |

## Histoire
Le village est mentionné pour la première fois en 731, le nom de Freienbessingen en 979.
Lors des combats avec les Américains le 10 avril 1945, un char allemand brûle. L'équipage de trois hommes fait partie des quatre soldats allemands inconnus dans une fosse commune dans le cimetière.
Au sud de Freienbessingen, sur les Heilinger Höhen, se trouvait une base de missiles de la NVA. Après la réunification, elle reste dans la nouvelle armée. Puis le lieu devient un centre de demandeurs d'asile avant d'être fermé en 2007 et démoli.

## Personnalités liées à la commune
- Ferdinand Menge (1876-1962), peintre

## Source, notes et références
- (de) Cet article est partiellement ou en totalité issu de l’article de Wikipédia en allemand intitulé « Freienbessingen » (voir la liste des auteurs).